# Джермантаун (Кентуккі)
Джермантаун (англ. Germantown) — місто (англ. city) в США, в округах Бракен і Мейсон штату Кентуккі. Населення — 146 осіб (2020).

## Географія
Джермантаун розташований за координатами 38°39′21″ пн. ш. 83°57′51″ зх. д. / 38.65583° пн. ш. 83.96417° зх. д. (38.655922, -83.964156).  За даними Бюро перепису населення США в 2010 році місто мало площу 0,32 км², уся площа — суходіл.

## Демографія
Згідно з переписом 2010 року, у місті мешкали 154 особи в 63 домогосподарствах у складі 41 родини. Густота населення становила 486 осіб/км².  Було 72 помешкання (227/км²).
Расовий склад населення:
| - 97,4 % — білих - 2,6 % — чорних або афроамериканців |

До двох чи більше рас належало 0,0 %. Частка іспаномовних становила 0,0 % від усіх жителів.
За віковим діапазоном населення розподілялося таким чином: 24,7 % — особи молодші 18 років, 55,8 % — особи у віці 18—64 років, 19,5 % — особи у віці 65 років та старші. Медіана віку мешканця становила 39,6 року. На 100 осіб жіночої статі у місті припадало 123,2 чоловіків;  на 100 жінок у віці від 18 років та старших — 103,5 чоловіків також старших 18 років.
Середній дохід на одне домашнє господарство  становив 54 672 долари США (медіана — 50 536), а середній дохід на одну сім'ю — 70 279 доларів (медіана — 56 875). За межею бідності перебувало 7,4 % осіб, у тому числі 0,0 % дітей у віці до 18 років та 0,0 % осіб у віці 65 років та старших.
Цивільне працевлаштоване населення становило 55 осіб. Основні галузі зайнятості: освіта, охорона здоров'я та соціальна допомога — 36,4 %, роздрібна торгівля — 21,8 %, транспорт — 12,7 %, науковці, спеціалісти, менеджери — 5,5 %.